# Haramachi
Haramachi (em japonês: 原町市, transl. Haramachi-shi) é uma cidade localizada na província de Fukushima, no Japão.
Em 2003 a cidade tinha uma população estimada em 48 234 habitantes e uma densidade populacional de 243,00 h/km². Tem uma área total de 198,49 km².
Recebeu o estatuto de cidade a 20 de Março de 1954.